# Gilia angelensis
Gilia angelensis là một loài thực vật có hoa trong họ Polemoniaceae. Loài này được V.E.Grant mô tả khoa học đầu tiên năm 1952.